# Cokrowati (Todanan)
Cokrowati is een bestuurslaag in het regentschap Blora van de provincie Midden-Java, Indonesië. Cokrowati telt 1627 inwoners (volkstelling 2010).